# Zona metropolitana de Tulancingo
La zona metropolitana de Tulancingo es una zona metropolitana (ZM) de México resultado de la conurbación de tres municipios del estado de Hidalgo, siendo la segunda más importante del estado solo después de la zona metropolitana de Pachuca. Se analiza la posibilidad de incluir en la zona metropolitana  al municipio de Acatlán.

## Delimitación

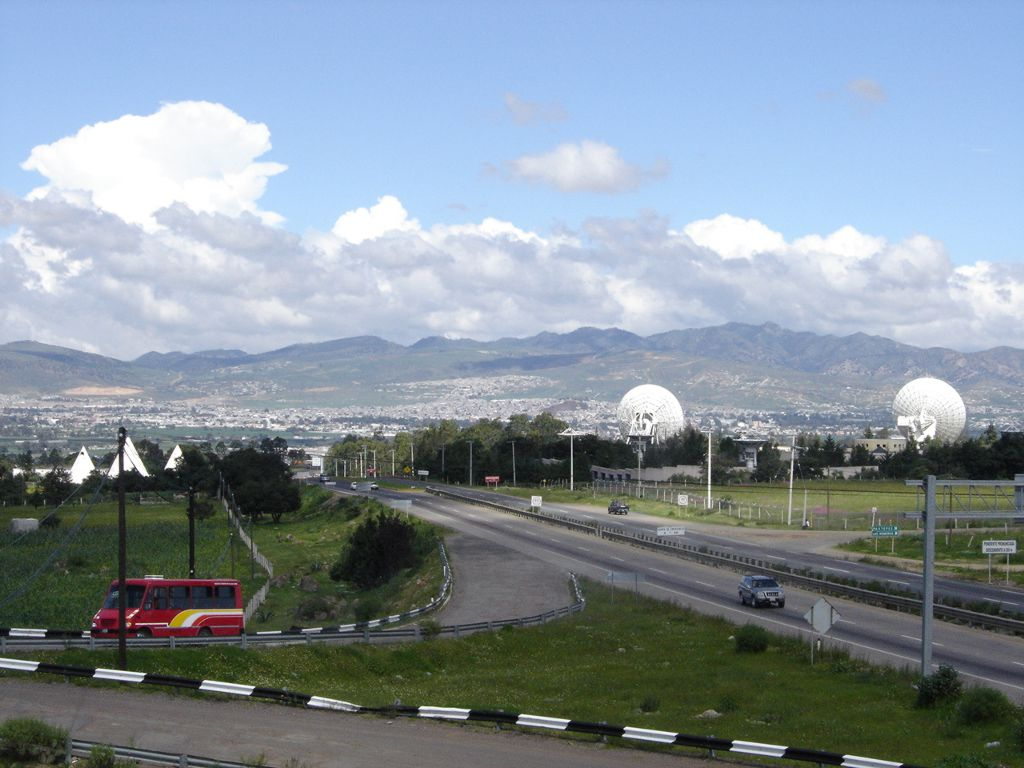
ZMT vista desde la Autopista México-Tuxpan.

La zona metropolitana de Tulancingo, incluye los municipios de: Tulancingo, Cuautepec de Hinojosa y Santiago Tulantepec de Lugo Guerrero, que son centrales, es decir que están en una conurbación continua. Los municipios que restan son: Singuilucan y Acatlán y Acaxochitlán, estos municipios cumplen con la mayor parte de los requisitos establecidos para ser considerados como parte del área metropolitana, aún si los municipios no son plenamente adyacentes a la conurbación. 
Debido al crecimiento de la población en la zona y a la constante expansión, comunidades asentadas en la periferia del municipio de Tulancingo de Bravo así como de los municipios vecinos, se han integrado a la Zona Metropolitana de Tulancingo. Siendo las más importantes, Santa Ana Hueytlalpan, del municipio de Tulancingo de Bravo, y San Lorenzo Sayula, localidad de Cuautepec de Hinojosa. Restan las localidades de Ventoquipa, del municipio de Santiago Tulantepec de Lugo Guerrero, Tezoquipa, del municipio de Cuautepec de Hinojosa, y El Sabino, del municipio de Singuilucan.

## Datos demográficos

Índice de marginación en la zona metropolitana